# Азербайджано-буркинийские отношения
Азербайджано-буркинийские отношения — двусторонниеотношения между Азербайджаном и Буркина-Фасо в политической, экономической, культурной и иных сферах.

## Дипломатические отношения
Дипломатические отношения между Азербайджаном и Буркина-Фасо впервые были установлены 31 мая 2004 года.
Ранее, 28 мая 2004 года между правительствами был подписан протокол об установлении дипломатических отношений. Посольство Буркина-Фасо в Турции (Анкара) одновременно аккредитовано в Азербайджане.
Обе страны являются членами Организации исламского сотрудничества, Движения неприсоединения.
Сотрудничество между Азербайджаном и Буркина-Фасо на международной арене осуществляется в рамках  ЮНЕСКО, Африканского союза.

## Экономическое сотрудничество
Основой экспорта Буркина-Фасо в Азербайджан являются энергоносители.
Осуществляется сотрудничество в энергетической сфере.
Согласно статистическим данным ООН, экспорт Азербайджана в Буркина-Фасо в 2018 году составил 51 744 долл. США.
Экспорт Буркина-Фасо в Азербайджан в 2019 году составил 3 644 долл. США.
Имеет место ряд региональных и международных проектов, реализуемых с участием SOCAR.
В 2016 году между Государственной нефтяной компанией Азербайджана SOCAR Trading и нефтяной компанией Буркина-Фасо SONABHY было заключено несколько коммерческих соглашений о поставках нефтепродуктов в Буркина-Фасо.

### Товарооборот (тыс. долл)
| Год  | Экспорт Азербайджана | Импорт Азербайджана | Сумма товарооборота |
| ---- | -------------------- | ------------------- | ------------------- |
| 2021 | 0                    | 0,12                | 0,12                |
| 2022 | 0                    | 0,50                | 0,50                |
| 2023 | 0                    | 146,3               | 146,3               |

## Гуманитарная помощь
В 2011—2012 годах Агентство международного развития Азербайджана (AIDA) оказало материальную помощь Буркина-Фасо суммой в 50 тыс. долл. США для преодоления продовольственного кризиса.
3 — 8 декабря 2012 года в рамках партнёрства между Агентством международного развития Азербайджана и Исламским банком развития совместно была проведена кампания «борьба с предотвратимой слепотой» в столице Буркина-Фасо Уагадугу. Во время кампании местным жителям была проведена операция по удалению катаракты. Был организован тренинг для пяти офтальмологов из Буркина-Фасо. В мае 2013 года вновь была проведена подобная кампания.